# Balovaptan
Il balovaptan è uno psicofarmaco appartenente alla categoria delle benzodiazepine ed è un selettivo antagonista della vasopressina V1A che è in fase di sviluppo da Roche per il trattamento dell'autismo.
Il 29 gennaio 2018, Roche ha annunciato che la Food and Drug Administration (FDA) statunitense aveva concesso la designazione di terapia rivoluzionaria per balovaptan in individui con disturbo dello spettro autistico (ASD). La FDA ha concesso questo sulla base dei risultati lo studio clinico di fase II per adulti chiamato studio VANILLA (Vasopressin ANtagonist to Improve sociaL communication in Autism). Da agosto 2019, è in uno studio clinico di fase III per adulti e uno studio clinico di fase II per bambini per questa indicazione.